# Cratere Elliot
Elliot è un cratere sulla superficie di Plutone.